# يوهان فك
يوهان فك (1894 - 1974 م) هو مستشرق ألماني.
من آثاره: «العربية: دراسات في اللغة واللهجات والأساليب» - نقلها إلى العربية عبد الحليم النجار., كما نقلها رمضان عبد التواب سنة 1980م.